# Тёща (фильм, 1973)
«Тёща» — советский художественный фильм, снятый Сергеем Сплошновым в 1973 году.

## Сюжет
Люди разных возрастов и характеров живут в одном из городских домов. Клавдия Ивановна озабочена будущим своей дочери и развитием её карьеры ученого. В соответствии со своими представлениями о счастье она пытается строить личную жизнь девушки, бесцеремонно разрушая её отношения с шофером Сашей. Пенсионер Алексей Николаевич не хочет мириться со склочной соседкой, хотя его принципиальность доставляет ему самому много неприятностей…

## Критика
В статье кинокритика Станислава Рассадина выражена горькая надежда, что хотя бы во время съёмок фильма «Тёща» сценарист и режиссёр, В. Фиганов и С. Сплошнов, должны были задуматься о том, что они снимают. Отмечены несмешные шутки фильма, посредственный и надуманный сюжет, неожиданный финал. Критиком отмечено удивительное сходство с «таким же посредственным фильмом» «А вы любили когда-нибудь?».

## В ролях
| Актёр                                                                                              | Роль                 |
| -------------------------------------------------------------------------------------------------- | -------------------- |
| Татьяна Карпова                                                                                    | Клавдия Ивановна     |
| Галина Федотова                                                                                    | Наташа               |
| Александр Вдовин                                                                                   | Саша                 |
| Павел Кормунин                                                                                     | Алексей Николаевич   |
| Павел Молчанов                                                                                     | Виталий Данилович    |
| Марк Перцовский                                                                                    | Семён Семёнович      |
| Юрий Медведев                                                                                      | Полещук              |
| Элла Овчинникова                                                                                   | Светлана             |
| Роман Филиппов                                                                                     | Вася                 |
| Стефания Станюта                                                                                   | тётя Маша            |
| Рудольф Рудин                                                                                      | Кандидат точных наук |
| Александр Белоусов                                                                                 | Пётр Захарович       |
| Маргарита Громова, Валентина Кравченко, Евгений Майхровский, В. Быков, Геннадий Гарбук, С. Ивашина | эпизод               |

## Съёмочная группа
| Автор сценария                                               | Владимир Фиганов            |
| Режиссёр-постановщик                                         | Сергей Сплошнов             |
| Оператор-постановщик                                         | Анатолий Зубрицкий          |
| Композитор                                                   | Евгений Крылатов            |
| Текст песен                                                  | Игорь Шаферан               |
| Художник-постановщик                                         | Юрий Булычёв                |
| Звукооператор                                                | Николай Веденеев            |
| Режиссёр                                                     | А. Календа, В. Сюмаков      |
| Оператор                                                     | Михаил Комов                |
| Монтажёр                                                     | П. Засухина                 |
| Художник по костюмам                                         | Алла Грибова, Л. Щурок      |
| Художник-гримёр                                              | Валентин Антипов            |
| Ассистент режиссёра                                          | Ж. Петленкова, М. Давидович |
| Ассистент оператора                                          | В. Калинин, С. Фасулаки     |
| Ассистент художника                                          | Игорь Окулич                |
| Государственный симфонический оркестр кинематографии Дирижёр | Александр Петухов           |
| Исполнение песен                                             | ВИА «Поющие сердца»         |
| Редактор                                                     | Самсон Поляков              |
| Директор                                                     | И. Филоненко                |